# 雷奥辛
雷奥辛，是西班牙坎塔布里亚的一个市镇。总面积32平方公里，总人口6999人（2001年），人口密度219人/平方公里。